# Alice (Sisters of Mercy)
Alice is een nummer van The Sisters of Mercy en tevens de titel van een EP, opgenomen in 1982 en uitgebracht in maart 1983. Alice was de eerste EP van de groep en de producer was John Ashton, gitarist van The Psychedelic Furs, aan wie The Sisters of Mercy een demo hadden gestuurd. De plaat was een vinylschijf van 12 inch en verscheen op Merciful Records, het eigen label van The Sisters of Mercy.
De schijf bevatte de nummers Alice, Floorshow, het instrumentale Phantom en 1969, een cover van The Stooges. De nummers werden in het appartement van Andrew Eldritch in Leeds ingeoefend, alvorens in Bridlington in de studio opgenomen te worden. In 1982 speelden The Sisters of Mercy met deze nummers een sessie bij John Peel op de BBC. De producer zorgde tevens voor hun eerste release in de Verenigde Staten. In 1993 werd de EP opgenomen in het album Some Girls Wander by Mistake.
Het titelnummer Alice gaat over een meisje dat verslaafd is aan kalmeringsmiddelen, niet met de wereld kan omgaan en haar toevlucht in waarzeggerij zoekt („Pass the crystal, spread the tarot, in illusion comfort lies”). Naar eigen zeggen schreef Eldritch het nummer in tien minuten tijd.